# Période 7 du tableau périodique
La période 7 du tableau périodique est la septième ligne, ou période, du tableau périodique des éléments. Elle contient des éléments du bloc s, du bloc f, du bloc d et du bloc p :
| Élément chimique | Élément chimique | Élément chimique | Famille d'éléments     | Configuration électronique[1] |
| ---------------- | ---------------- | ---------------- | ---------------------- | ----------------------------- |
| 87               | Fr               | Francium         | Métal alcalin          | [Rn] 7s1                      |
| 88               | Ra               | Radium           | Métal alcalino-terreux | [Rn] 7s2                      |
| 89               | Ac               | Actinium         | Actinide               | [Rn] 7s2 6d1 ( * )            |
| 90               | Th               | Thorium          | Actinide               | [Rn] 7s2 6d2 ( * )            |
| 91               | Pa               | Protactinium     | Actinide               | [Rn] 7s2 5f2 6d1 ( * )        |
| 92               | U                | Uranium          | Actinide               | [Rn] 7s2 5f3 6d1 ( * )        |
| 93               | Np               | Neptunium        | Actinide               | [Rn] 7s2 5f5                  |
| 94               | Pu               | Plutonium        | Actinide               | [Rn] 7s2 5f6                  |
| 95               | Am               | Américium        | Actinide               | [Rn] 7s2 5f7                  |
| 96               | Cm               | Curium           | Actinide               | [Rn] 7s2 5f7 6d1 ( * )        |
| 97               | Bk               | Berkélium        | Actinide               | [Rn] 7s2 5f9                  |
| 98               | Cf               | Californium      | Actinide               | [Rn] 7s2 5f10                 |
| 99               | Es               | Einsteinium      | Actinide               | [Rn] 7s2 5f11                 |
| 100              | Fm               | Fermium          | Actinide               | [Rn] 7s2 5f12                 |
| 101              | Md               | Mendélévium      | Actinide               | [Rn] 7s2 5f13                 |
| 102              | No               | Nobélium         | Actinide               | [Rn] 7s2 5f14                 |
| 103              | Lr               | Lawrencium       | Actinide               | [Rn] 7s2 5f14 7p1 ( * )       |
| 104              | Rf               | Rutherfordium    | Métal de transition    | [Rn] 7s2 5f14 6d2 ?           |
| 105              | Db               | Dubnium          | Métal de transition    | [Rn] 7s2 5f14 6d3 ?           |
| 106              | Sg               | Seaborgium       | Métal de transition    | [Rn] 7s2 5f14 6d4 ?           |
| 107              | Bh               | Bohrium          | Métal de transition    | [Rn] 7s2 5f14 6d5 ?           |
| 108              | Hs               | Hassium          | Métal de transition    | [Rn] 7s2 5f14 6d6 ?           |
| 109              | Mt               | Meitnérium       | Indéterminée           | [Rn] 7s2 5f14 6d7 ?           |
| 110              | Ds               | Darmstadtium     | Indéterminée           | [Rn] 7s2 5f14 6d8 ?           |
| 111              | Rg               | Roentgenium      | Indéterminée           | [Rn] 7s2 5f14 6d9 ?           |
| 112              | Cn               | Copernicium      | Métal de transition    | [Rn] 7s2 5f14 6d10 ?          |
| 113              | Nh               | Nihonium         | Indéterminée           | [Rn] 7s2 5f14 6d10 7p1 ?      |
| 114              | Fl               | Flérovium        | Indéterminée           | [Rn] 7s2 5f14 6d10 7p2 ?      |
| 115              | Mc               | Moscovium        | Indéterminée           | [Rn] 7s2 5f14 6d10 7p3 ?      |
| 116              | Lv               | Livermorium      | Indéterminée           | [Rn] 7s2 5f14 6d10 7p4 ?      |
| 117              | Ts               | Tennesse         | Indéterminée           | [Rn] 7s2 5f14 6d10 7p5 ?      |
| 118              | Og               | Oganesson        | Indéterminée           | [Rn] 7s2 5f14 6d10 7p6 ?      |
( * ) Exceptions à la règle de Klechkowski : actinium 89Ac, thorium 90Th, protactinium 91Pa, uranium 92U, neptunium 93Np, curium 96Cm et lawrencium 103Lr.
La configuration électronique des transactinides ne repose pas sur des données expérimentales, mais est déduite de simulations.